# Fahrtor

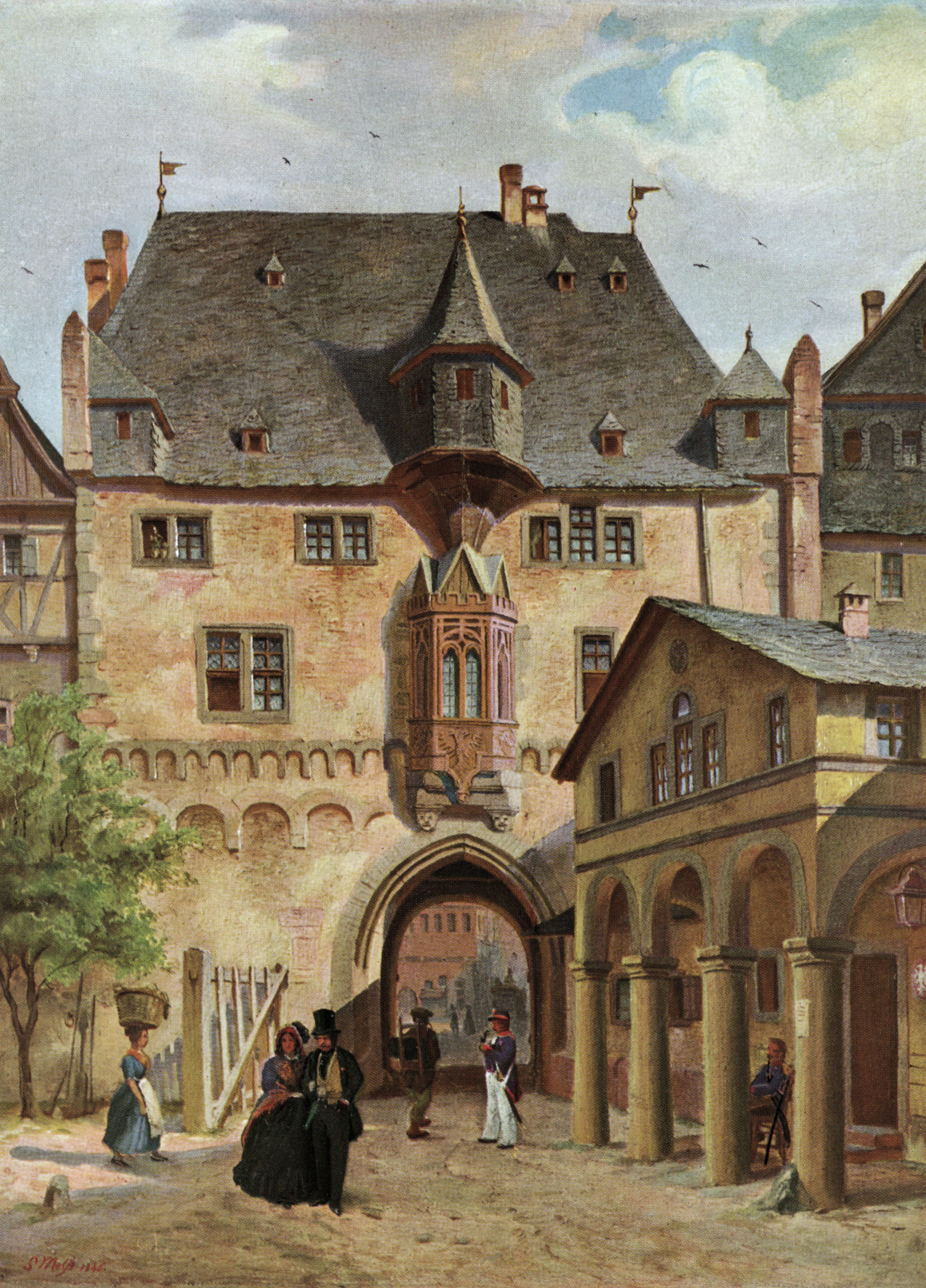
Das 1840 abgerissene Fahrtor

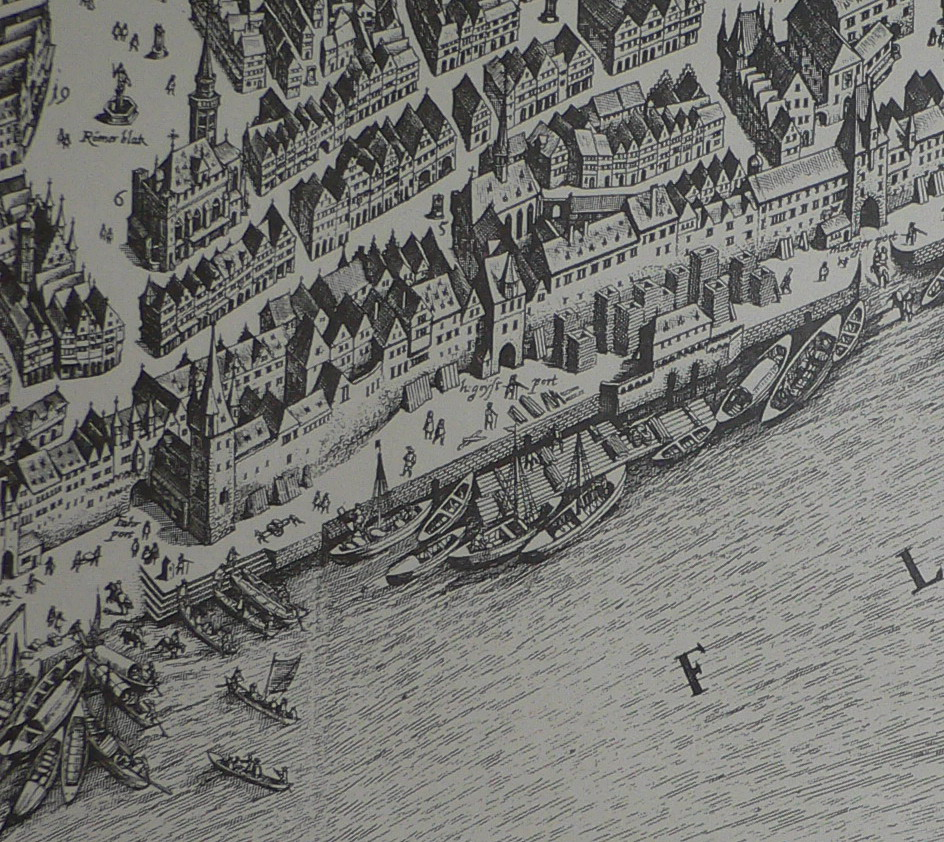
Fahrtor und Rententurm (links am Mainufer), 1628

Das Fahrtor war ein Stadttor der Stadtbefestigung von Frankfurt am Main. Als wichtigstes mainseitiges Tor verband es das Zentrum des historischen Stadtkerns, den Römerberg, mit dem außerhalb der Stadtmauer liegenden Hafen am Mainufer. Es wurde 1456–1460 errichtet und 1840 abgerissen.

## Lage
Das Fahrtor, das bis heute als Straßenname erhalten ist, lag südlich des Römerbergs und der Kreuzung mit der Saalgasse und der Alten Mainzer Gasse, nahe der Alten Nikolaikirche. Die Westseite der kurzen Torstraße bildet das denkmalgeschützte Haus Wertheim. Es ist das einzige im Originalzustand erhaltene Haus mit freiliegendem Fachwerk in der Frankfurter Altstadt, das die Luftangriffe auf Frankfurt am Main nahezu unversehrt überstand. Gegenüber an der Ostseite der Straße liegt der Saalhof. Zum Ensemble von Fahrtor und Saalhof gehörte der Rententurm. Gegenüber dem Fahrtor am Mainkai liegt seit 1869 der nördliche Brückenkopf des Eisernen Stegs.
Das Fahrtor war namensgebend für den Haltepunkt Frankfurt (Main) Fahrtor der Frankfurter Verbindungsbahn im Bereich unmittelbar vor dem Tor und dem Nordkopf des Eisernen Stegs. An dieser Stelle befindet sich heute ein Haltepunkt im an mehreren Wochenenden im Jahr angebotenen Museumsbetrieb der Historischen Eisenbahn Frankfurt.

## Geschichte
Die 1333 genehmigte Stadterweiterung hatte den Bau einer neuen Stadtmauer erforderlich gemacht, die auch den Zugang vom Mainufer her schützen sollte. Die Bauarbeiten, zu der Frankfurter Bürger verpflichtet wurden, zogen sich bis ins 15. Jahrhundert hin. Während die neue Landmauer nur wenige, stark befestigte Tore erhielt, entstanden zwischen der Stadt und den ungeschützten Hafenanlagen am Mainufer mehrere kleinere Pforten. Eine aufwendigere Gestaltung erhielten dabei nur die wichtigen Tore an den südlichen Enden der innerstädtischen Nord-Süd-Hauptstraßen, nämlich das Leonhardstor am Ende des Straßenzugs Kornmarkt–Buchgasse, der Altstädter Brückenturm am Übergang der Fahrgasse zur Alten Brücke und das Fahrtor, wo die Relation Neue Kräme–Römerberg auf das Mainufer trifft.
Das Fahrtor wird erstmals Mitte des 14. Jahrhunderts in einer Chronik des Baldemar von Petterweil, Stiftsherr an St. Bartholomäus, erwähnt. Seine endgültige Gestalt erhielt es jedoch, wie das benachbarte Leonhardstor, erst 1456 bis 1460 durch Eberhard Friedberger, der von 1435 bis 1456 als Werkmeister in städtischen Diensten stand. Über einem rechteckigen Grundriss von 45 ½ auf 23 ½ Fuß erhob sich das massiv gebaute Untergeschoss mit der auch für Fuhrwerke geeigneten Durchfahrt. Die zum Main gelegene Öffnung bildete einen Spitzbogen, zum Römerberg hin einen Rundbogen. Die Innenräume dienten als Lager- und während der Frankfurter Messe auch als Ausstellungs- und Verkaufsräume. Den oberen Abschluss des Untergeschosses bildeten zwei vorkragende Rundbogenfriese. Über der mainseitigen Toröffnung befand sich ein mit reichem Maßwerk, dem Reichs- und dem Stadtwappen geschmückter Erker. In den Obergeschossen fanden Rats- und Gerichtssitzungen statt, im 19. Jahrhundert dienten sie auch als Amtssitz der Steuerbehörden und zuletzt als Arrestzellen.
Während die im 17. Jahrhundert um barocke Bastionen erweiterte Landmauer zu Beginn des 19. Jahrhunderts niedergelegt und durch die Wallanlagen ersetzt wurde, blieben die Mainpforten zunächst erhalten. Fahrtor und Leonhardstor wurden erst 1840 abgerissen, als der Mainkai als neue Uferstraße aus Gründen des Hochwasserschutzes mehrere Meter über dem bisherigen Geländeniveau neu trassiert wurde und die Sockel der anliegenden Gebäude unter dem neuen Straßenniveau versanken. Mit dem Fahrtor verschwand auch das klassizistische Wachlokal. An seiner Stelle errichtete Stadtbaumeister Henrich ein neues Wach- und Zollgebäude, in dessen Fassade er den Erker des Fahrtores integrierte. Die Hochwassermarken wurden an den Rententurm übertragen. Das Gebäude besteht noch heute und wurde Anfang des 21. Jahrhunderts saniert. Seine nördlichen Nachbargebäude waren das Haus Roter Krebs (Am Fahrtor 4) und Freudenberg/Brabant (Am Fahrtor 6) an der Ecke zur Saalgasse. Die beiden Häuser wurden 1970 für den Neubau des Historischen Museums abgerissen.